# 全有全無律
全有全無律（英語：all-or-none law）是骨骼肌或心肌的肌纤维或是神经反应独立於刺激的强度。如果刺激超过閾電位，神经或肌纤维就會有對應反应；否则，就完全不會有反应。
全有全無律最早是在1871年由美國生理學家亨利·皮克林·鲍迪奇針對心肌的收缩所提出的。他描述刺激和反应的關係如下：
「感應的衝擊會依照其刺激強度而收縮或是不收縮。若它有收縮，就會以該條件下有刺激時會產生的最大收縮強度而收縮。」
個別骨骼肌和神經的纤维會依全有全無律而運作。